# Segona categoria del Campionat de Catalunya de futbol 1908-1909
Resultats de la lliga de Segona categoria del Campionat de Catalunya de futbol 1908-1909.

## Sistema de competició
A la tercera edició de la Segona categoria, anomenada enguany de júniors, es jugaren dos campionats paral·lels a imatge de la Primera categoria, el de primers bàndols i el de segons i tercers. Aquest article tracta del de primers bàndols, format per una lliga de 6 equips: Foot-ball Club Central, Catalònia Foot-ball Club, Centre de Sports de Sabadell Foot-ball Club, Foot-ball Club Numància, Sportivo i Victòria, segons els noms de l'època. El Central es proclamà campió per primer cop tot i mostrar-se la classificació final incompleta degut a la dificultat per trobar dades dels resultats.

## Classificació
|    |                          |                | Punts | J | G | E | P | GF | GC | DG |
| -- | ------------------------ | -------------- | ----- | - | - | - | - | -- | -- | -- |
| 1. | Blanc-i-vermell diagonal | FC Central     | 12    | 8 | 6 | 0 | 2 | 22 | 11 | 11 |
| 2. | Blau-i-groc              | Catalònia FC   | 9     | 7 | 4 | 1 | 2 | 9  | 10 | 1  |
| 3. | Blanc-i-negre            | CS Sabadell FC | 8     | 7 | 4 | 0 | 3 | 17 | 10 | 7  |
| 4. | Blanc-i-blau             | FC Numància    | 5     | 6 | 2 | 1 | 3 | 15 | 11 | 4  |
| 5. | Sense bandera            | Sportivo       | 2     | 4 | 1 | 0 | 3 | 10 | 17 | 7  |
| 6. | Sense bandera            | Victòria       | 2     | 6 | 1 | 0 | 5 | 8  | 22 | 14 |
|    |                          |                |       |   |   |   |   |    |    |    |

## Resultats
| Jornada |                |           |   |           |       |       |       |
| ------- | -------------- | --------- | - | --------- | ----- | ----- | ----- |
| 1       | 17 gener 1909  | Catalònia | - | Numància  | 2     | -     | 2     |
| 1       | 17 gener 1909  | Sabadell  | - | Victòria  | 2     | -     | 3     |
| 1       | 17 gener 1909  | Sportivo  | - | Central   | 0     | -     | 3     |
| 2       | 24 gener 1909  | Victòria  | - | Central   | 1     | -     | 7     |
| 2       | 24 gener 1909  | Sabadell  | - | Numància  | 2     | -     | 1     |
| 2       | 24 gener 1909  | Catalònia | - | Sportivo  | (s/d) | (s/d) | (s/d) |
| 3       | 31 gener 1909  | Sabadell  | - | Central   | 2     | -     | 1     |
| 3       | 31 gener 1909  | Sportivo  | - | Numància  | (s/d) | (s/d) | (s/d) |
| 3       | 31 gener 1909  | Catalònia | - | Victòria  | (s/d) | (s/d) | (s/d) |
| 4       | 7 febrer 1909  | Sportivo  | - | Victòria  | 4     | -     | 3     |
| 4       | 7 febrer 1909  | Sabadell  | - | Catalònia | 4     | -     | 0     |
| 4       | 25 abril 1909  | Central   | - | Numància  | (s/d) | (s/d) | (s/d) |
| 5       | 14 febrer 1909 | Numància  | - | Victòria  | 4     | -     | 0     |
| 5       | 14 febrer 1909 | Sabadell  | - | Sportivo  | (s/d) | (s/d) | (s/d) |
| 5       | 14 febrer 1909 | Catalònia | - | Central   | 1     | -     | 2     |
| 6       | 28 febrer 1909 | Numància  | - | Catalònia | 2     | -     | 3     |
| 6       | 28 febrer 1909 | Victòria  | - | Sabadell  | 1     | -     | 5     |
| 6       | 28 febrer 1909 | Central   | - | Sportivo  | 5     | -     | 2     |
| 7       | 7 març 1908    | Central   | - | Victòria  | (s/d) | (s/d) | (s/d) |
| 7       | 7 març 1908    | Numància  | - | Sabadell  | (s/d) | (s/d) | (s/d) |
| 7       | 7 març 1908    | Sportivo  | - | Catalònia | (s/d) | (s/d) | (s/d) |
| 8       | 14 març 1909   | Central   | - | Sabadell  | 4     | -     | 2     |
| 8       | 14 març 1909   | Numància  | - | Sportivo  | 6     | -     | 4     |
| 8       | 14 març 1909   | Victòria  | - | Catalònia | (s/d) | (s/d) | (s/d) |
| 9       | 21 març 1909   | Victòria  | - | Sportivo  | (s/d) | (s/d) | (s/d) |
| 9       | 21 març 1909   | Numància  | - | Central   | (s/d) | (s/d) | (s/d) |
| 9       | 21 març 1909   | Catalònia | - | Sabadell  | (s/d) | (s/d) | (s/d) |
| 10      | 28 març 1909   | Victòria  | - | Numància  | (s/d) | (s/d) | (s/d) |
| 10      | 28 març 1909   | Sportivo  | - | Sabadell  | (s/d) | (s/d) | (s/d) |
| 10      | 28 març 1909   | Central   | - | Catalònia | 0     | -     | 3     |
|         |                |           |   |           |       |       |       |

Notes
- Jornada 3: victòria del Catalònia però sense dades del resultat exacte.[1]
- Jornada 4: victòria del Central però sense dades del resultat exacte.[2]
- Jornada 9: victòria del Catalònia però sense dades del resultat exacte.[3]

|    |                | FC Central | Catalònia FC | CS Sabadell FC | FC Numància | Sportivo | Victòria |
| 1. | FC Central     |            | 0:3          | 4:2            | 0:0         | 5:2      | Fallat   |
| 2. | Catalònia FC   | 1:2        |              | 0:0            | 2:2         | Fallat   | 0:0      |
| 3. | CS Sabadell FC | 2:1        | 4:0          |                | 2:1         | Fallat   | 2:3      |
| 4. | FC Numància    | Fallat     | 2:3          | Fallat         |             | 6:4      | 4:0      |
| 5. | Sportivo       | 0:3        | Fallat       | Fallat         | Fallat      |          | 4:3      |
| 6. | Victòria       | 1:7        | Fallat       | 1:5            | Fallat      | Fallat   |          |